# Francesco di Simone da Santacroce
Francesco di Simone da Santacroce (San Pellegrino Terme, precedente al 1475 – Venezia, entro il 4 novembre 1508) è stato un pittore italiano del Rinascimento veneziano, attivo principalmente a Venezia della famiglia dei Santacroce.

## Biografia

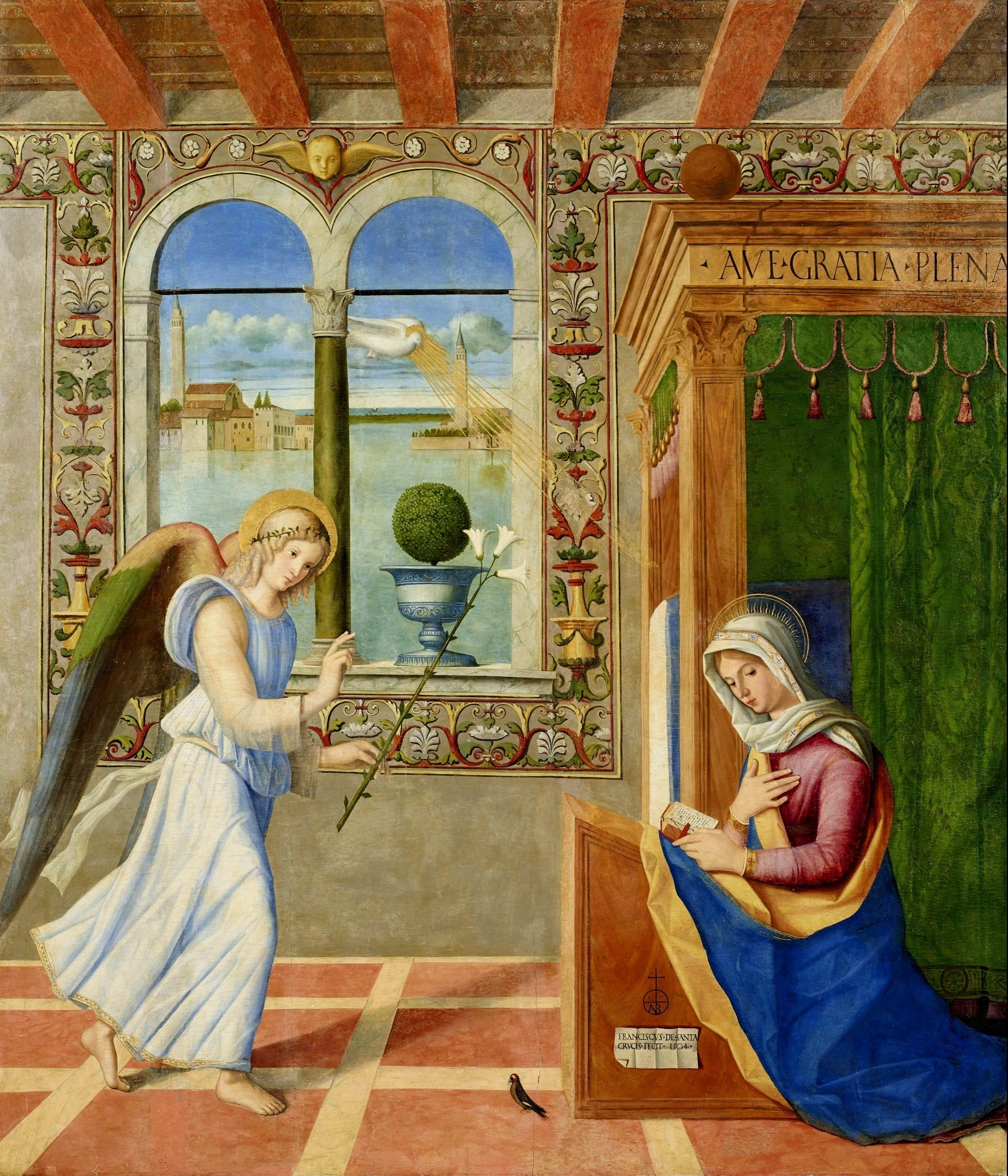
Francesco di Simone da Santacroce, Annunciazione. Accademia Carrara, Bergamo

Francesco di Simone nacque nella piccola frazione di Santa Croce di San Pellegrino Terme da Simone, in un periodo compreso tra il 1470 e il 1475. Trasferitosi con la famiglia a Venezia, fu tra i primi pittori bergamaschi che lasciato la terra di origine trovarono fortuna nella Repubblica di Venezia. Iniziò lavorando da alunno nella bottega di Giovanni Bellini per poi aprire una bottega propria detta dei pittori Santacroce che divenne famosa con il nome del luogo d'origine. La bottega rimase attiva fino al XVII secolo. Da questa bottega uscirono artisti come Francesco Rizzo, Andrea Previtali e Palma il Vecchio.
A Venezia nella medesima attività, aveva lavorato come allievo, Girolamo da Santacroce. Le medesimi origini e quindi il nome, creò una grande confusione dell'assegnazione dei lavori e nell'individuazione dei due artisti. Solo nel 1903 lo storico Grillich Ludwig definì che i dipinti firmati Francesco Rizus non era di Francesco ma dell'omonimo Francesco De Vecchi conosciuto come Gerolamo Galizzi o Rizo
Solo due documenti restano a testimonianza della sua vita: il certificato di matrimonio con Lucia Trevisan del 31 luglio 1492 - «honestissima Madona Lucia Trevisan fiola che fo del quondom ser Alvise et sorella del prudente homo ser Vetor Trevisan coltrer del confin de san Pantaleon». Testimoni furono il padre indicato come “ser Simon” e un Francesco indicato come fratello di Liberale da Santacroce della famiglia dei pittori di Padova, nella casa di Stefano Bonacossi. Dal matrimonio nacquero due figli Ursula o Orsa e Baldassarre.
Malgrado non si conoscano ulteriori eventi della sua vita, sicuramente furono intensi i contatti con il paese di origine, considerata la presenza di alcuni suoi lavori in territorio bergamasco. Il suo testamento riporta la data del 28 ottobre 1508 reso pubblico il 4 novembre, tra queste due date è considerata quella di morte. Il documento fu redatto nella sua abitazione in contrada San Cassiano, dove viveva ancora con la moglie Lucia nominata erede commissaria con un certo Alberto del testamento. Dai dati testamentari si deduce che l'artista morì precocemente, avendo lasciato alla moglie una dote di 30 ducati d'oro; lasciò inoltre il suo materiale di pittore all'alunno «Francesco Ritioser Bernardi quondam ser Johannis de Vecchis de Santa croce».

## Opere

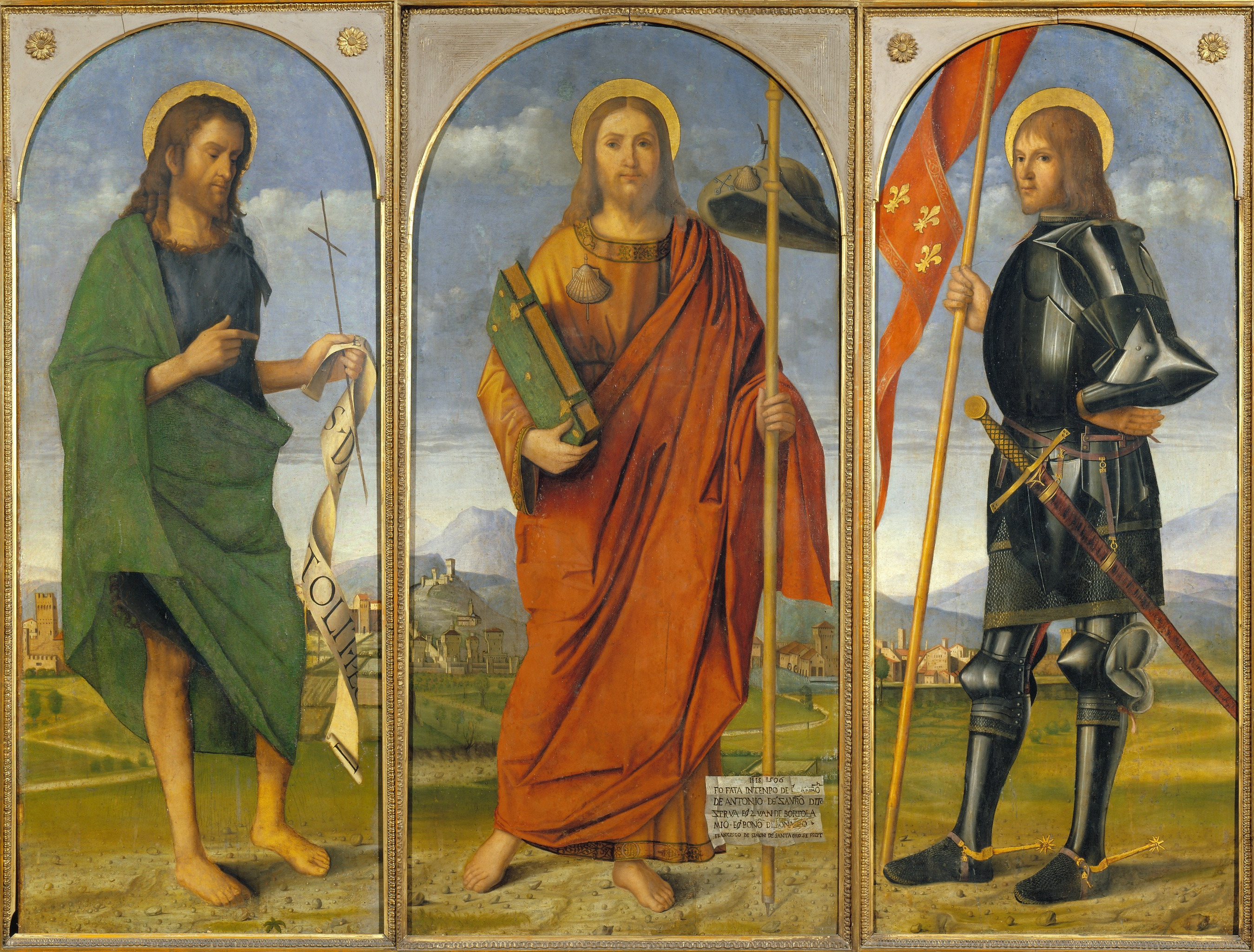
Francesco di Simone da Santacroce, Trittico di Lepreno, 1506. Accademia Carrara, Bergamo

- Annunciazione olio su tavola, (186x162), 1504, Accademia Carrara, Bergamo
- Trittico di Lepreno o Trittico del Redentore olio su tavola, del 1506, proveniente dalla chiesa di Lepreno e conservato in Accademia Carrara, Bergamo;[3]
- Adorazione dei Re Magi , il dipinto è conservato nel museo Diocesano di Padova, proveniente dalla chiesa di San Sebino a Torreglia, per molto tempo considerato un lavoro di Giovanni Bellini e donato alla chiesa di Torreglia da Jacopo Facciolati;[4]
- Incoronazione della Vergine, olio su tavola, 1490 forse lunetta superiore del polittico del Redentore;
- Madonna col Bambino e san Giovannino, olio su tavola Accademia Carrara;
- Deposizione chiesa di San Pellegrino a San Pellegrino Terme;
- Epifania dipinto andato distrutto nel 1945 a Berlino;
- Madonna col Bambino in trono tra i santi Zaccaria, Girolamo e angelo musicante a Murano, il dipinto è firmato D:I:B: dichiarazione che l'artista era discepolo di Giovanni Bellini;
- Madonna col Bambino, e i santi Giovannino e Caterina, (77x110) Aachen Germania, museo der Stadt;
- Madonna col Bambino tra i santi Caterina d'Alessandria e Gerolamo  (36x40) olio su tavola,  Accademia Carrara
- Madonna e Santi - Budapest (Ungheria), Szépmüvészeti Múzeum, Budapest;
- Madonna che allatta il Bambino olio su tavola, (39 x 37,5) Museo arte e tempo di  Clusone (Bergamo),
- Busto di donna - olio su tavola, (45 x 49) Abbaye Royale de Chaalis, Chaalis Francia;
- Matrimonio mistico di santa Caterina olio, (73x54) Abbaye Royale de Chaalis Fonyaine Chaalis
- Nozze mistiche di santa Caterina olio su tavola, (75 x 62) - Grenoble (Francia),
- Sacra Famiglia con santa Caterina d'Alessandria Lille Francia
- Adorazione dei Magi olio su tavola, (64,77x109,22) Londra (Inghilterra),